# 荻原千春
荻原 千春（おぎわら ちはる、1957年（昭和32年）2月13日 - 2024年（令和6年）6月20日）は、日本のボクサー。 

## 経歴・人物
茨城県出身。茨城県立笠間高等学校、東京農業大学を経て、自衛隊体育学校在学中に、1984年ロサンゼルスオリンピックに男子ライトミドル級で出場し、3回戦敗退した。全日本ボクシング選手権大会では8連覇を記録し、1983年のアジア選手権でも優勝を果たした。1986年アジア競技大会で銀メダルを獲得したのを最後に、現役を引退。
その後は自衛隊体育学校にボクシング指導者として勤め、55歳で定年退職後はアマチュア審判を務めたほか、慶應義塾大学でコーチを務めるなどした。
2024年6月20日、心筋梗塞のため埼玉県内の病院で死去。67歳没。